# Arondismentul 2 din Paris
Arondismentul 2 (în franceză 2e arrondissement) este unul dintre cele douăzeci de arondismente din Paris. Este situat în centrul orașului, pe malul drept al fluviului Sena. Este delimitat la sud de arondismentul 1, la est de arondismentul 3, la nord și la vest de arondismentele 10 și 9.

## Demografie
| An                      | Populație | Densitate (loc. pe km²) |
| ----------------------- | --------- | ----------------------- |
| 1861 (vârf de populare) | 81.609    | 82.267                  |
| 1872                    | 73.578    | 74.321                  |
| 1936                    | 41.780    | 42.202                  |
| 1954                    | 43.857    | 44.300                  |
| 1962                    | 40.864    | 41.194                  |
| 1968                    | 35.357    | 35.642                  |
| 1975                    | 26.328    | 26.540                  |
| 1982                    | 21.203    | 21.374                  |
| 1990                    | 20.738    | 20.905                  |
| 1999                    | 19.585    | 19.743                  |
| 2006                    | 21.259    | 21.474                  |
| 2009                    | 21.417    | 21.633                  |

## Administrație

### Primăria
| Alegere | Nume             | Partid                 | Mențiuni                    |
| ------- | ---------------- | ---------------------- | --------------------------- |
| 1983    | Alain Dumait     | UDF                    | Ales în 1983.               |
| 1989    | Benoîte Taffin   | UDF                    | Aleasă în 1989 și 1995.     |
| 2001    | Jacques Boutault | Verzii/Europa Ecologie | Ales în 2001, 2008 și 2014. |

## Locuri

### Instituții publice
- Autorité des marchés financiers (autoritatea franceză a piețelor financiare);
- École nationale des chartes;
- Institut national d'histoire de l'art;
- Institut national du patrimoine;
- Opéra-Comique.

### Principalele monumente
- Monumente civile

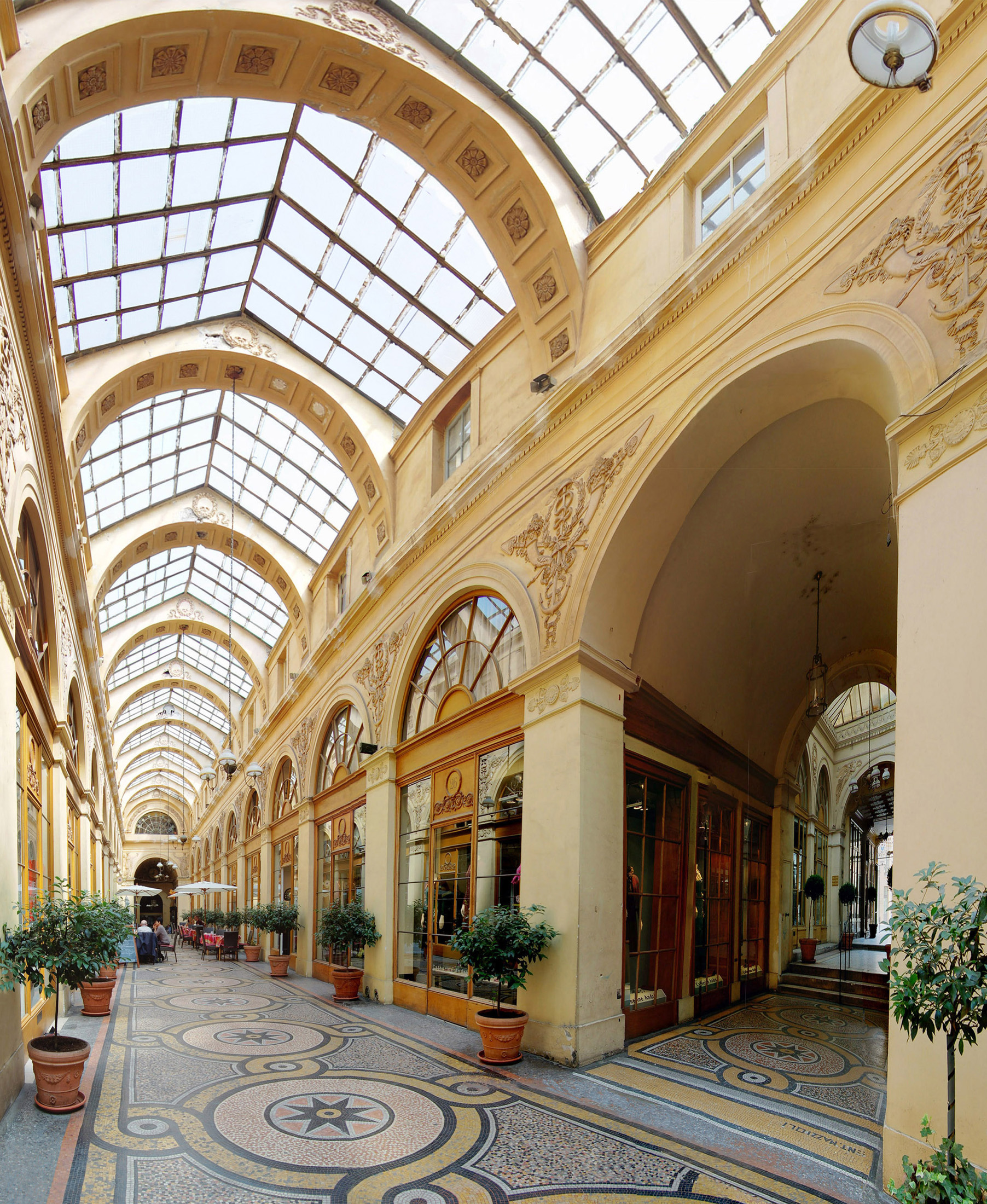
Galeria „Vivienne”, una dintre pasajele acoperite din Paris

  - Centorial (fostul sediu al băncii Crédit lyonnais);
  - Palatul Berlitz;
  - Palatul Brongniart (fostul sediu al Bursei de valori din Paris)

- Monumente religioase
  - Basilique Notre-Dame-des-Victoires;
  - Église Notre-Dame-de-Bonne-Nouvelle;
  - Église Saint-Sauveur;

- Pasaje acoperite
  - Galerie Colbert;
  - Galerie Vivienne;
  - Passage du Caire;
  - Passage Choiseul;
  - Passage des Panoramas;

- Piețe
  - Place de la Bourse;
  - Place des Victoires.

## Legături externe
- Site-ul oficial Arhivat în 3 iulie 2017, la Wayback Machine.